# Leśna
Leśna (górnołuż. Lěsna, niem. Marklissa) – miasto w woj. dolnośląskim, w powiecie lubańskim, położone na Pogórzu Izerskim nad Kwisą. Siedziba gminy miejsko-wiejskiej Leśna. Historycznie leży na Górnych Łużycach, których wschodnią granicę stanowi Kwisa. Leśna uzyskała lokację miejską w 1329 roku, zdegradowana w 1945 roku, ponowne nadanie praw miejskich w 1962 roku.
Według danych GUS z 1 stycznia 2023 r. miasto miało 4047 mieszkańców (630. miejsce w kraju).

## Nazwa
Pierwotną nazwą miejscowości była łużycka nazwa Lischa. Po podbiciu w średniowieczu Słowian połabskich z plemion Serbów łużyckich mieszkających na Łużycach nazwa została później zgermanizowana na Marklissa. Po II wojnie światowej polska administracja nadała miejscowości polską nazwę Leśna.

## Położenie
Według danych z 1 stycznia 2011 r. powierzchnia miasta wynosiła 8,56 km² (610. miejsce w kraju).
Miasto położone jest w południowo-zachodniej części województwa dolnośląskiego w powiecie lubańskim na Pogórzu Izerskim. Miasto leży nad trzema rzekami: Kwisą, Bruśnikiem i Miłoszowskim Potokiem (Czarnym Strumieniem).
W latach 1975–1998 miasto administracyjnie należało do woj. jeleniogórskiego.

## Historia
Historycznie miejscowość leży w granicach Łużyc zamieszkanych od co najmniej VI wieku przez Słowian połabskich z plemion Serbów łużyckich. Pierwsza wzmianka o osadzie Leśna datowana jest na rok 1144, kolejna z 1247 wymieniała osadę łużycką, która należała do biskupa Miśni. Pierwsze źródło podające Leśną jako osadę miejską pochodzi z 3 maja 1329 roku. Źródłem tym jest akt sprzedaży miasta wystawiony przez ówczesnego właściciela, księcia Henryka I jaworskiego, który władał Leśną od 1319 roku. Po śmierci księcia w roku 1346 miasto wraz z przyległościami dostaje się pod panowanie korony czeskiej. Od tego okresu aż do 1785 roku Leśną władała serbołużycko-niemiecki ród szlachecki von Dobschütz.
Ważne dla rozwoju miasteczka były przywileje, nadane mu m.in. w roku 1487 (przywilej cechowy) i w 1515 (prawo organizacji targów uzyskane od Władysława II Jagiellończyka. Dzięki tym aktom prawnym Leśna stała się dużym i znanym ośrodkiem rzemiosła.
Miasto wielokrotnie było niszczone przez powodzie i działania wojenne. Kres rozwojowi gospodarczemu przyniosła wojna trzydziestoletnia (1618–1648), która doprowadziła do upadku miejscowy handel i rzemiosło. Po zakończeniu działań wojennych w mieście i okolicy dynamicznie rozwijało się rzemiosło tkackie, co wywołało ponowny rozwój Leśnej. W krótkim czasie miasteczko stało się jednym z największych ośrodków rzemieślniczych na pograniczu śląsko-czeskim. W połowie XVII wieku miasto rozrosło się poza bramy miejskie, jego ostatnim właścicielem był porucznik Fryderyk Edward Jung. 
Wiek XIX to okres uprzemysłowienia miasteczka, w tym okresie powstały pierwsze zakłady włókiennicze. Równocześnie z rozwojem przemysłu następował rozwój miasta. Powstały nowe inwestycje, nowoczesne budynki, instytucje. W 1854 roku powstał nowy kościół parafialny, w 1887 wybudowano most kamienny na Kwisie, a od 1896 roku otwarto kolej na trasie Lubań.
W czasie II wojny światowej w miasteczku i okolicach pracowało wielu Polaków wywiezionych na roboty przymusowe, m.in. z Tarnawy Dolnej k. Suchej Beskidzkiej.
W 1945 miasto zostało włączone do Polski. Jego dotychczasową ludność wysiedlono do Niemiec. Pierwszym powojennym burmistrzem był Serb Dragan Sotirović, oficer Armii Krajowej, który wkrótce zbiegł na Zachód. Jednocześnie Leśna utraciła prawa miejskie, odzyskując je ponownie w roku 1962.
Okres powojenny to okres dalszego uprzemysłowianie Leśnej. Powstały nowe zakłady, budynki użyteczności publicznej, obiekty turystyczne. Lata 90. XX wieku to okres transformacji Polski, który nie ominął miasta. W połowie lat 90. zlikwidowano linię kolejową do Lubania, doszło także do restrukturyzacji miejscowego przemysłu.
Po 1945 Leśna należała do powiatu lubańskiego województwa wrocławskiego, w latach 1975–1998 należała do województwa jeleniogórskiego, a od 1998 roku znów należy do powiatu lubańskiego, województwa dolnośląskiego.

## Zabytki

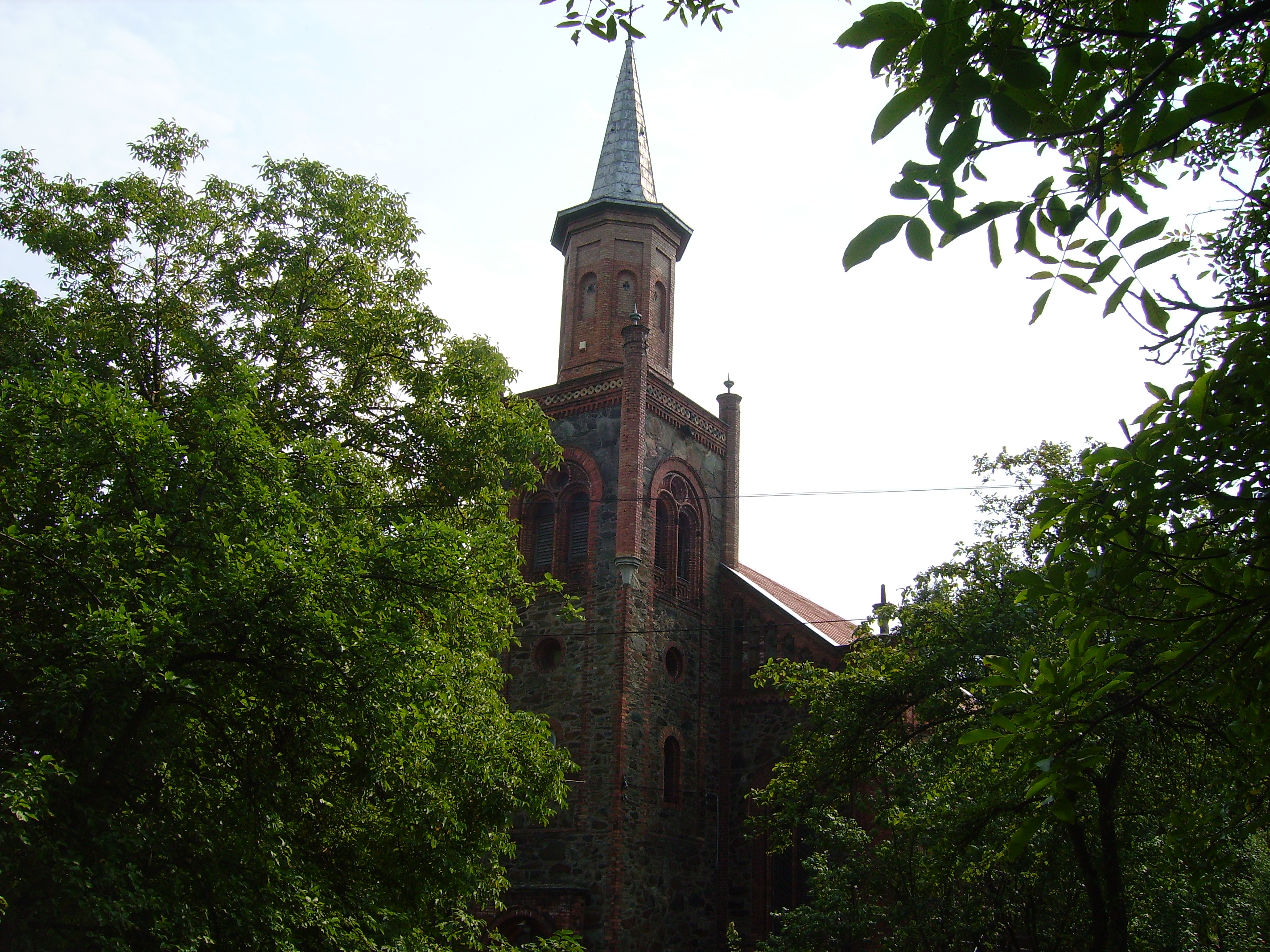
Kościół pw. św. Jana Chrzciciela

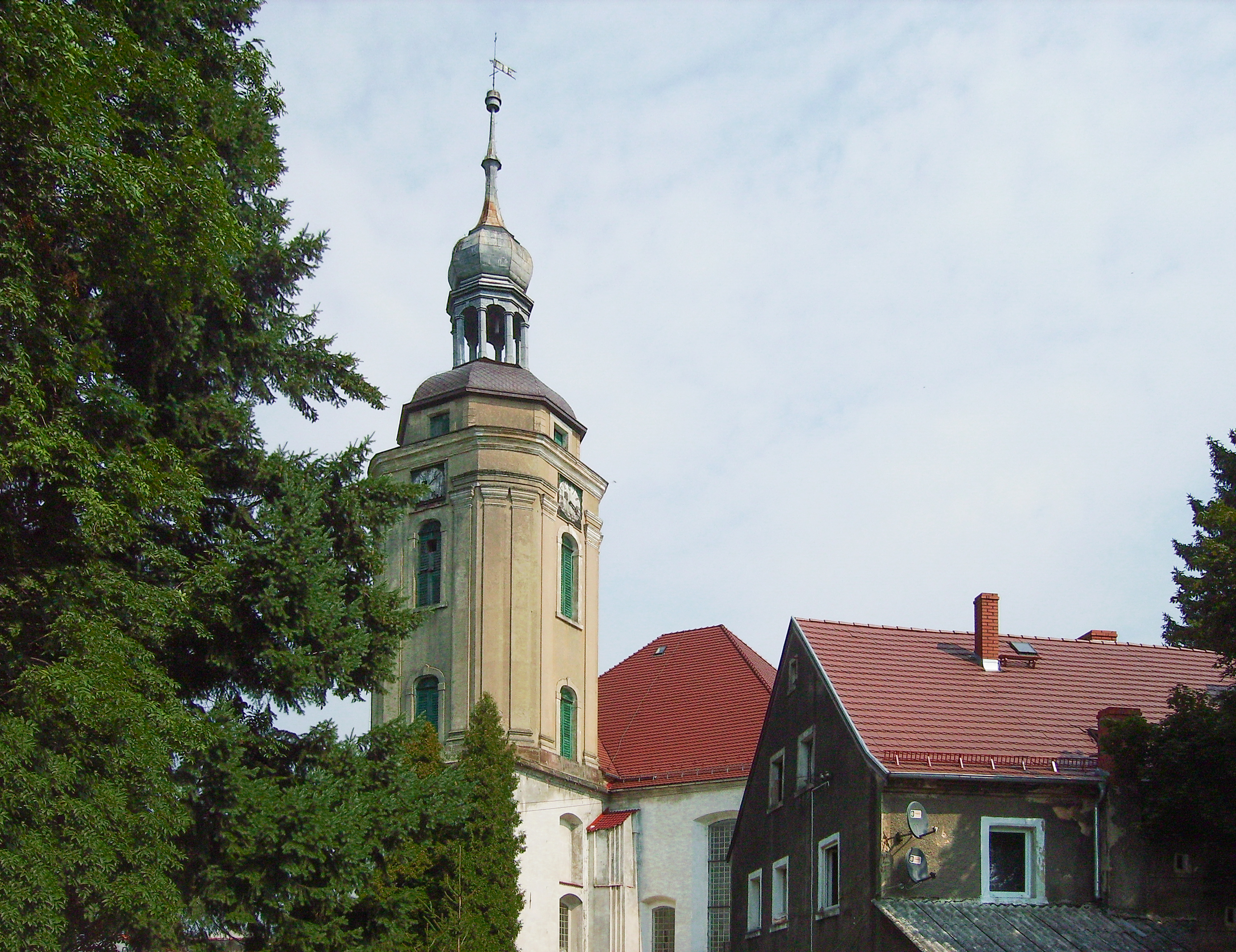
Kościół pomocniczy pw. Chrystusa Króla

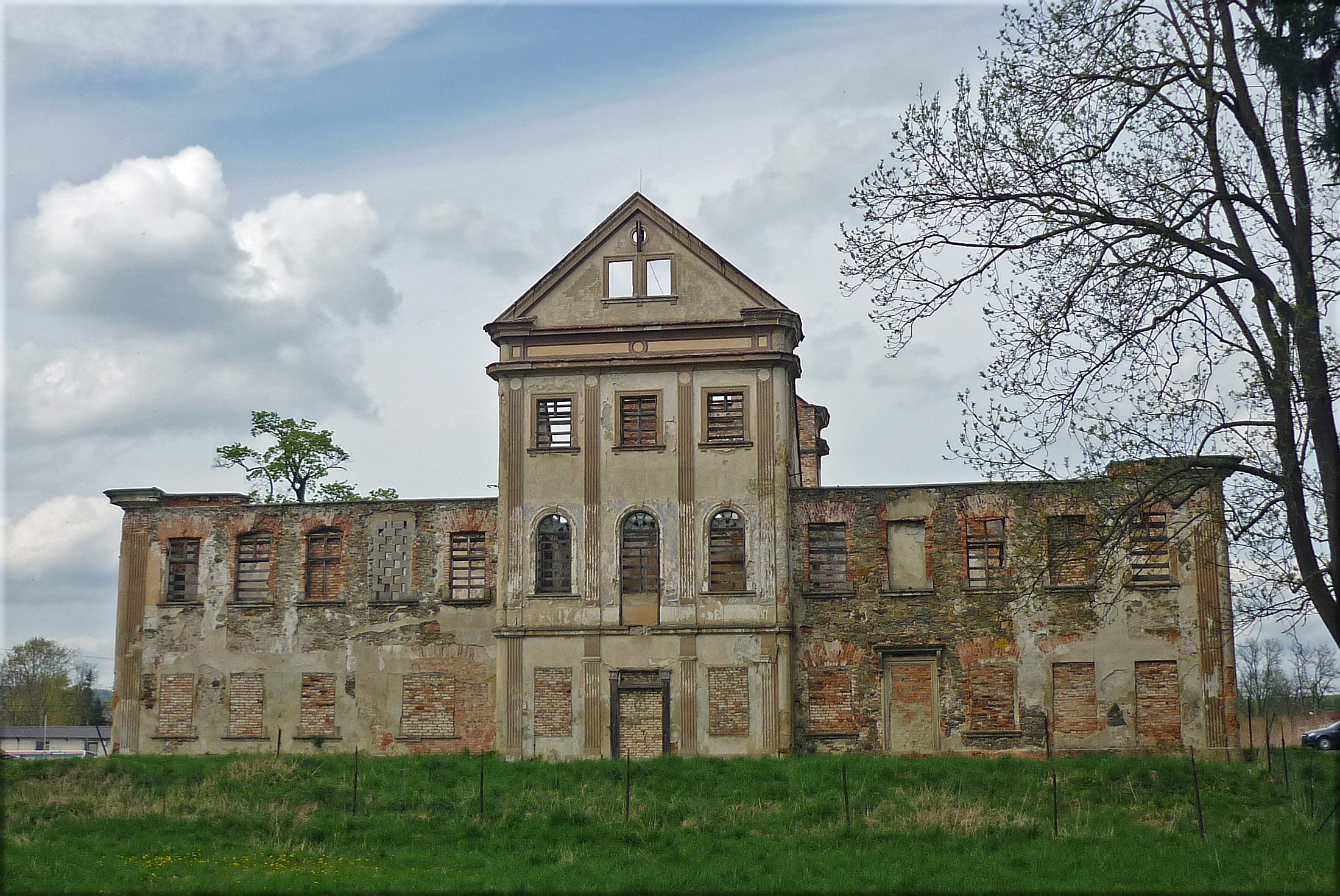
Pałac z 1880 roku

W mieście zachował się średniowieczny układ urbanistyczny z ratuszem oraz kamieniczkami, gdzie najciekawszy jest zespół kamienic mieszczańskich z podcieniami. Na uwagę zasługują również dwa kościoły.
Do wojewódzkiego rejestru zabytków wpisane są obiekty:
- miasto
- kościół parafialny pw. św. Jana Chrzciciela, ul. Sienkiewicza; młodszy z leśniańskich kościołów, wybudowany w latach 1852–1853 przez miejscowych wiernych obrządku katolickiego. Restaurowany w latach 1961–1962 posiada neogotyckie wyposażenie wnętrza z XIX w.
- kościół pomocniczy pw. Chrystusa Króla, pierwotnie ewangelicki, obecnie rzymskokatolicki, ul. Żeromskiego; pochodzący prawdopodobnie sprzed 1346 r. – XIV w., co potwierdza zachowany dokument. Niestety w roku 1702 kościół uległ całkowitemu spaleniu. W latach 1703–19 nastąpiła budowa nowego obiektu kościoła, która trwała wiele lat.
- cmentarz ewangelicki, obecnie park, obok kościoła, ul. Żeromskiego, z drugiej poł. XVI w., XX w.
- ratusz, zabytkowy pochodzący z 1699 r. Stoi on pośrodku leśniańskiego rynku. Obecnie mieści się w nim Urząd Miasta i Gminy w Leśnej. Ratusz przechodził renowację w roku 1969. Zieloną bryłę ratusza wieńczy niewielka wieżyczka z herbem Leśnej.
- kamieniczki z XIX wieku otaczające Rynek i przyległe uliczki; głównie barokowe i klasycystyczne. Południowa pierzeja rynku to zabytkowe kamieniczki z arkadowymi podcieniami:
  - dom, Rynek 1, z czwartej ćw. XIX w.
  - dom, Rynek 4
  - hotel z restauracją, Rynek 8
  - kamienice, Rynek 9, 13, 14, 15–16, z XVIII w., XIX w.
- kamienice, ul. Kochanowskiego 1, 2, 18, z XIX w.
- dom, ul. Kochanowskiego 6, z drugiej poł. XVIII w., XIX/XX w.
- dom, ul. Kochanowskiego 16, z XVII w., XIX w.
- domy, ul. Lubańska 1, 2, z XIX w.
- dom, ul. Sienkiewicza 1, z XVIII, k. XIX w.
- domy, ul. Sienkiewicza 2, 6, 8, 14, 17, z XIX w.
- dom, ul. Sienkiewicza 16, z 1776 r., XIX w.
- domy, ul. Szkolna 1, 3, z XIX w.
- domy, ul. Żeromskiego 1, 2, 21 z XIX w.
- dom, ul. Żeromskiego 3, z k. XVIII w.

Leśna – Baworowo
- zespół pałacowy, ul. Baworowo 20, z 1880 r.:
  - pałac
  - park
- park, ul. Baworowo 21, z XIX w.

inne zabytki:
- sztolnie – są to sztuczne groty budowane przez jeńców oddziałów obozu koncentracyjnego Gross Rosen w Leśnej i okolicach podczas II wojny światowej.
- wieża szubieniczna – jest to unikatowy zabytek, niewiele wież szubienicznych zostało zachowanych na świecie. Jej powstanie datuje się na XII wiek
- Mauzoleum rodziny Woller, położone na wzniesieniu w zachodniej części miasta przy drodze do wsi Grabiszyce Średnie; wybudowane pod koniec XIX w. według projektu Carla Lüdecke (1826-1894)[13].

## Demografia
Piramida wieku mieszkańców Leśnej w 2014 roku.

## Turystyka
Okolice Leśnej są cennymi terenami rekreacyjnymi. Największą atrakcją Leśnej i okolic jest Zamek Czocha. Również atrakcyjne są zbiorniki: Jezioro Leśniańskie i Jezioro Złotnickie. W okolicach miasta znajduje się także Zamek Rajsko oraz Zamek Świecie.

## Przyroda
- cis pospolity przy ulicy E.Orzeszkowej
- dąb czerwony przy ulicy E.Orzeszkowej
- klon jawor przy ulicy Kościuszki

Do pomników przyrody nieożywionej zaliczamy dwa stożki pochodzenia wulkanicznego znajdujące się w pobliżu miasta. Noszą one nazwy Stożek Perkuna i Stożek Światowida. Odległość pomiędzy nimi wynosi 800 m. Pierwsze wzniesienie ma wysokość 400 m n.p.m. a drugie 427 m n.p.m. Są one dobrymi punktami widokowymi z których podziwiać można panoramę Gór Izerskich.

## Edukacja
W Leśnej można uzyskać wykształcenie na poziomie przedszkolnym i podstawowym. W mieście istnieje Szkoła Podstawowa i Przedszkole Miejskie. Kiedyś istniała również szkoła gimnazjalna. Placówki są wyposażone w pracownie komputerowe, sprzęt audiowizualny. Szkoły organizują zajęcia pozalekcyjne z różnych dziedzin.

## Transport

### Transport drogowy
W Leśnej krzyżują się drogi wojewódzkie:
- 358 (Czerniawa-Zdrój – Platerówka)
- 393 (Lubań – Leśna)

Oprócz tego z Leśnej wybiegają drogi lokalne do Miłoszowa, Złotnik Lubańskich, Biedrzychowic.
Leśna położona jest w bezpośrednim sąsiedztwie przejścia granicznego z Czechami w miejscowości Miłoszów.

### Transport kolejowy
Do Leśnej prowadzi linia kolejowa nr 337, ze stacją kolejową Leśna, obecnie używana dla ruchu towarowego. 

### Transport publiczny
Do miasta można się dostać autobusami PKS i busami F.H.U. Bielawa. W miasteczku działają taksówki.

## Gospodarka
Leśna to ośrodek przemysłowy z rozwiniętym przemysłem włókienniczym, maszynowym, metalowym i skórzanym. Do ważniejszych zakładów należą:
- Zakłady Przemysłu Jedwabniczego „Dolwis” S.A. – producent podszewek wiskozowych, żakardowych, gładkich, tkanin pościelowych, szlafrokowych, pościeli
- Fabryka Części i Odlewnia Metali „Baworowo” S.A. – producent wałów snowadlanych, odlewów z żeliwa szarego, bębnów hamulcowych do autobusów
- Przedsiębiorstwo Produkcyjno-Handlowe „Lebafra” – producent obuwia
- Zakłady Mięsne – producent wędlin i półtusz
- Przedsiębiorstwo Rolno-Przemysłowe „Smolnik”

Oprócz tego w mieście istnieją hotele, pensjonaty, restauracje, punkty handlowe i usługowe, serwisy, hurtownie, oddziały banków (Bank Spółdzielczy Sulików O/Leśna, PKO BP), stacje kontroli pojazdów, Zakład Usług Mechanizacyjnych. Istnieje Spółdzielnia Mieszkaniowa, komisariat policji, ośrodek zdrowia, poczta.

## Współpraca międzynarodowa
Miasto i Gmina Leśna współpracuje z kilkoma europejskimi gminami w zakresie wymiany doświadczeń z dziedzin gospodarki, edukacji, turystyki, promocji. Miastami partnerskimi Leśnej są:
- Heemstede – jest to miasto w którym znajduje się siedziba grupy holenderskiej pod nazwą „PPL”, co oznacza Program Pomocy Leśnej. Stowarzyszenie owo skupia 5 stałych członków oraz wielu przyjaciół. Umowa została podpisana w 1996 roku[15].
- Jindřichovice pod Smrkem – umowę partnerską podpisano 20 maja 1999 roku[16].
- Dolní Řasnice – umowę o wzajemnej współpracy podpisano 20 maja 1999 roku[17].
- Nové Město pod Smrkem – umowę partnerską o wzajemnej współpracy podpisano 25 sierpnia 1999 roku[18].
- Leutersdorf – umowę partnerską podpisano 17 kwietnia 2000 roku[19].
- Wyrzysk – umowę partnerska pomiędzy tymi dwoma polskimi gminami podpisano 22 sierpnia 2003 roku[20].
- Schönau-Berzdorf – umowę partnerską podpisano 27 lutego 2013 roku[21].

## Sport i rekreacja
Na terenie miasta Leśna funkcjonuje stadion miejski, hala widowiskowa. Działa także klub sportowy „Włókniarz”, oraz Ludowo Uczniowski Klub Sportowy „Kwisa” – sekcja kajakarstwa górskiego oraz Kajak Polo, która w 2007 roku obchodziła swoje 30-lecie.

## Kultura
Animatorem życia kulturalnego w Leśnej jest Miejski Ośrodek Kultury i Sportu mieszczący się przy ul. E.Orzeszkowej 5a. Dysponuje on salą teatralno-kinową. Organizuje też wiele imprez o charakterze kulturalno-rozrywkowym. W Leśnej istnieje także Biblioteka Publiczna Miasta i Gminy, która posiada bogaty księgozbiór. MOKiS w Leśnej prowadzi zajęcia tematyczne, pracownie, sekcje zainteresowań dla dzieci i dorosłych.